# Прошяны
Прошяны (арм. Պռոշյան, Պռոշեանք) — армянский княжеский род, представители которого в XIII—XIV вв. правили средневековым армянским княжеством Вайоц Дзор (включавшим территории современной Вайоцдзорской области Армении и северную часть Нахичеванской Автономной Республики).

## История
Вайоц Дзор, в границах централизованного Армянского царства, ещё в начале X века входил в состав Сюникского княжества, затем — Сюникского царства, но был отвоёван царём Ани, представителем династии Багратидов Гагиком I (990—1020). В XI веке Вайоц дзор был частично отвоёван Двинскими Шаддадидами, позже — сельджуками. После падения последнего армянского царства — Сюника (1170), Вайоц дзор оказался под властью мусульманских эмиров.
К началу XII века совместные армяно-грузинские силы Закаридов-Мхаргрдзели, отвоевали свои территории у турок-сельджуков. Помогавшим им армянским князьям после победы были дарованы освобождённые земли. Практически все Сюникское нагорье отошло княжескому роду Орбелянов, и большой кусок земли в районе Вайоц Дзор был дарован Васаку Хахбакяну — одному из основателей княжеского рода Прошянов.
В 1236 году тридцатитысячная монгольская армия во второй раз выдвинулась в Армению (в первый раз — 1220). Объединённая грузино-армянская армия проиграла несколько боёв, и, чтобы избежать дальнейшего кровопролития, князья были вынуждены признать власть хана. На территории Армении установилось монгольское владычество.
Сын князя Васака Хахбакяна — великий князь Прош участвовал вместе с монголами в битве за Багдад. После этого 1 февраля 1258 года он отправился вместе с монгольским полководцем Бачу-нойоном к последнему багдадскому халифу Мустасиму с предложением сдаться без боя. Далее 2 года князь Прош занимался осадой крепости города Тигранакерт и тоже одержал победу. За боевые заслуги монголами князю Прошу были дарованы новые земли, рабы и много денег. Кроме того, он был освобождён от части податей.

## Культура
Прошяны строили монастыри и крепости на территории Вайоц Дзора, а также открыли один из крупнейших учебных центров средневековой Армении — Гладзорский университет в Нораванке.
Одной из церквей, построенной в эпохи Прошянов, является Спитакавор. Построили её по проекту архитектора и художника Момика, по указу и на деньги сына великого князя Проша — Эачи Прошяна. Последний женился на дочери Эликума Орбеляна, которую звали Мамахатун. Таким образом, этот брак объединил два самых сильных княжеских рода Сюника. После смерти князя Эачи, церковь была достроена в 1321 г. его сыном Амиром Хасаном II.
В 1330 году к церкви была пристроена колокольня. В самом храме сохранился барельеф с двумя фигурами, которые держат макет храма. Предполагается, что это отец и сын Прошяны.